# Onowodek okienkowaty
Onowodek okienkowaty, o. madagaskarski (Aponogeton madagascariensis) – gatunek z monotypowej rodziny onowodkowatych (Aponogetonaceae) z rzędu żabieńcowców (Alismatales). Występuje naturalnie na wyspie Madagaskar, gdzie znany jest z co najmniej 38 subpopulacji. Zasiedla wody płynące w rzekach i strumieniach. Od lat 50. XX wieku roślina uprawiana jako ozdobna w akwariach.

## Morfologia
PokrójHydrofity zakorzenione na dnie za pomocą mięsistego kłącza, które może być wydłużone, lub skrócone do postaci kulistej. Jego średnica sięgnąć może do 3,5 cm i z zewnątrz jest brązowe lub ciemnobrązowe.
LiścieOsiągać mogą nawet do 1 m długości (var. madagascariensis), ale u innych odmian osiągają maksymalnie ok. 50–70 cm długości, z czego ok. 20 cm przypada na ogonek liściowy. Blaszka liściowa ma zmienny kształt – od lancetowatego, poprzez owalny, jajowaty, do odwrotnie jajowatego, oraz zmienny kolor – od jasno- do ciemnozielonego. Osiąga zwykle do 35 cm długości i 8 cm szerokości. Charakterystyczną cechą gatunku jest zanik tkanki między żyłkami przewodzącymi w liściu, przez co blaszka ma regularną budowę siateczkowatą (var. major) lub tkanka miękiszowa zachowana jest w postaci pasm (var. henkelianus). Zanik tkanki między żyłkami, które biegną łukowato od nasady do szczytu liścia i połączone są licznymi żyłkami poprzecznymi, umożliwia swobodny przepływ wody, dzięki czemu liście nie są narażone na uszkodzenia.
KwiatyNiewielkie, obupłciowe zebrane są w kłosowate kwiatostany rozwidlające się widlasto nad powierzchnią wody. Osadzone są na pędzie kwiatonośnym osiągającym 1 m długości, cieńszym u nasady, grubszym w części szczytowej. Kłosy rozwijają się zazwyczaj w liczbie dwóch lub trzech, rzadko do 6. Osiągają do 12 cm długości, rzadko więcej – do 20 cm, przy średnicy ok. 1 cm (u var. madagascariensis do 1,5 cm średnicy). Pojedynczy okółek okwiatu jest zwykle żółtawobiały, ale u var. madagascariensis bywa też różowy do fioletowego.
OwoceGrubościenne mieszki.

## Biologia
Bylina. Podczas kwitnienia rozwijają się najpierw kwiaty męskie, a później żeńskie, co zapobiega samozapyleniu. Po dojrzeniu owoców unoszą się one na powierzchni wody przez jeden lub dwa dni, po czym uwalniają nasiona opadające na dno. Nasiona kiełkują natychmiast, już po kilku godzinach wypuszczając pierwsze listki, a po 2–3 dniach – korzenie. Młode rośliny rozwijają się najlepiej w wodzie nie głębszej niż 15 cm.

## Zastosowanie i uprawa
Roślina akwariowa, raczej wymagająca i w uprawie nie utrzymuje się zwykle dłużej niż przez pół roku, choć w odpowiednich warunkach rozwijać się może przez wiele lat.
Roślina wymaga częstej wymiany wody (w przypadku młodych roślin 1/3 objętości codziennie), jej mieszania za pomocą pompy i twardości wody wynoszącej ok. 4 °n (w przypadku młodych roślin nie większej). Wymaga oświetlenia umiarkowanego i rozproszonego, ale bezpośredniego (nie toleruje zacieniania przez inne rośliny). Najlepiej rośnie w temperaturze nie przekraczającej 24 °C. Wymaga podłoża ubogiego, najlepiej z dodatkiem laterytu, ponieważ jest szczególnie wrażliwa na niedobory żelaza. Może stracić liście wchodząc w fazę spoczynkową, po czym się regeneruje. 
Roślinę można rozmnażać z nasion (żeby kwiatostany się rozwinęły – muszą sięgnąć nad powierzchnię wody). W celu ich uzyskania należy kwiaty zapylać za pomocą pędzelka. Problematyczne jest rozmnażanie wegetatywne przez podział kłącza – miejsca oddzielenia części kłącza należy zabezpieczać przed gniciem za pomocą nasyconego roztworu torfu z dodatkiem węgla drzewnego.